# Peyrelongue
Pour les articles homonymes, voir Peyrelongue (homonymie).
Peyrelongue est une ancienne commune française du département des Pyrénées-Atlantiques. En 1843, la commune fusionne avec Abos pour former la nouvelle commune de Peyrelongue-Abos.

## Géographie
Peyrelongue est un village du Vic-Bilh, situé au nord-est du département et de Pau.

## Toponymie
Le toponyme Peyrelongue est mentionné au XIe siècle (Pierre de Marca), et apparaît sous les formes 
Peyralonca en Vic-Bilh et Peyrelonque (respectivement 1544 et 1548, réformation de Béarn).

## Histoire
En 1385, on comptait à Peyrelongue treize feux. La paroisse dépendait du bailliage de Lembeye.

### Les Hospitaliers
Paul Raymond note que Peyrelongue était membre de la commanderie des Hospitaliers de l'ordre de Saint-Jean de Jérusalem de Caubin et Morlaàs.

## Démographie
| 1793 | 1800 | 1806 | 1821 |
| ---- | ---- | ---- | ---- |
| 233  | 201  | 261  | 279  |

## Culture et patrimoine

### Patrimoine civil
Des vestiges d'un ensemble fortifié des XIe et XIIe siècles témoignent du passé ancien de la commune.
La demeure dite maison Billières date de la fin du XVIe siècle.
Le château de Peyrelongue date, semble-t-il, du XVIIIe siècle.
La commune présente un ensemble de demeures et de fermes dont la construction s'est étalée du XVIIe et XIXe siècles.

### Patrimoine religieux
L'église de Chevaliers de Malte Saint-Martin, fut partiellement reconstruite au milieu du XVIIIe siècle. On y trouve du mobilier inscrit à l'Inventaire général du patrimoine culturel.